# William Muirhead
Pour les articles homonymes, voir Muirhead.
William Muirhead (1819-1884) est un marchand et un homme politique canadien.

## Biographie
William Muirhead naît le 4 avril 1819 à Pictou, en Nouvelle-Écosse.
Il est nommé sénateur sur avis de John Alexander MacDonald le 4 janvier 1873 et le reste jusqu'à sa mort, le 29 décembre 1884.